# 송은석
송은석(1967년 7월 15일 ~ )은 대한민국의 의사다.

## 경력
- 현) 모모성형외과의원 대표원장
- 전) 모제림성형외과의원 원장

## 학력
- 중앙대학교 대학원 의학과 박사